# كأس هولندا 1993–94
كأس هولندا 1993–94 (بالهولندية: KNVB beker 1993/94)‏ هو الموسم 76 من كأس هولندا. أشرف على تنظيمه الاتحاد الملكي الهولندي لكرة القدم، وكان عدد الأندية المشاركة فيه 63، وفاز فيه فاينورد.